# Naděžda Skardinová
Naděžda Valerjevna Skardinová (bělorusky Надзея Валер'еўна Скардзіна, rusky Наде́жда Вале́рьевна Скарди́но, * 27. března 1985, Leningrad, Sovětský svaz, dnes Rusko) je bývalá běloruská biatlonistka, držitelka zlaté medaile ze štafety na Zimních olympijských hrách 2018 v Pchjongčchangu. Jejímž dosavadním největším individuálním úspěchem je bronzová medaile ze zimních olympijských her 2014 v ruském Soči z vytrvalostního závod.
Na mistrovství světa 2011 v ruském Chanty-Mansijsku obsadila třetí místo v ženském štafetovém závodě. Ve světovém poháru obsadila nejlépe druhé místo ve stíhacím závodě v Anterselvě v sezóně 2013/14.
Po sezóně 2017/18 ukončila reprezentační kariéru.

## Výsledky

### Olympijské hry a mistrovství světa
| Sezóna  | D   | Místo                | SP  | SZ  | HZ  | IZ  | ŠT  | SŠT | Věk    |
| ------- | --- | -------------------- | --- | --- | --- | --- | --- | --- | ------ |
| 2006/07 | MS  | Anterselva           | –   | –   | –   | 40. | –   | –   | 21 let |
| 2007/08 | MS  | Östersund            | 49. | 43. | –   | 56. | –   | –   | 22 let |
| 2008/09 | MS  | Pchjongčchang        | –   | –   | –   | 32. | 4.  | –   | 23 let |
| 2009/10 | ZOH | Vancouver            | 28. | 26. | 22. | 28. | 7.  | –   | 24 let |
| 2010/11 | MS  | Chanty-Mansijsk      | 16. | 16. | 17. | 4.  | 3.  | 10. | 25 let |
| 2011/12 | MS  | Ruhpolding           | 31. | 29. | –   | 34. | 4.  | 6.  | 26 let |
| 2012/13 | MS  | Nové Město na Moravě | 25. | 15. | 26. | 26. | 7.  | 11. | 27 let |
| 2013/14 | ZOH | Soči                 | 17. | 12. | 15. | 3.  | 4.  | –   | 28 let |
| 2014/15 | MS  | Kontiolahti          | 70. | –   | –   | 20. | 7.  | 4.  | 29 let |
| 2015/16 | MS  | Oslo                 | 32. | 43. | 10. | 15. | 18. | 9.  | 30 let |
| 2016/17 | MS  | Hochfilzen           | 25. | 19. | 16. | 17. | 9.  | 22. | 31 let |
| 2017/18 | ZOH | Pchjongčchang        | 36. | 14. | 7.  | 10. | 1.  | 5.  | 32 let |

Poznámka: Výsledky z mistrovství světa se započítávají do celkového hodnocení světového poháru, výsledky z olympijských her se dříve započítávaly, od olympijských her v Soči se nezapočítávají.

## Vítězství v závodech světového poháru, na mistrovství světa a olympijských hrách

### Individuální
| Č. | sezóna    | datum              | místo              | disciplína         |
| -- | --------- | ------------------ | ------------------ | ------------------ |
| 1. | 2017/2018 | 29. listopadu 2017 | Östersund, Švédsko | vytrvalostní závod |

### Kolektivní
| Č.                            | sezóna  | datum          | místo                            | disciplína |
| ----------------------------- | ------- | -------------- | -------------------------------- | ---------- |
| OH                            | 2017/18 | 22. února 2018 | Pchjongčchang, Jižní Korea (ZOH) | štafeta    |
| – závod na olympijských hrách |         |                |                                  |            |

### Juniorská mistrovství
| Sezóna  | D   | Místo        | SP  | SZ  | IZ  | ŠT  | Věk    |
| ------- | --- | ------------ | --- | --- | --- | --- | ------ |
| 2004/05 | MSJ | Kontiolahti  | DNS | –   | 34. | –   | 19 let |
| 2005/06 | MSJ | Presque Isle | 12. | 26. | 29. | 10. | 20 let |